# Sundbyøsterkredsen
Sundbyøsterkredsen er fra 2007 en nyoprettet opstillingskreds i Københavns Storkreds. Ved Strukturreformens ikrafttræden i 2007 blev Sundbyøsterkredsen dannet af afstemningsområderne: 4. Sundby og 4. Øst, i den nedlagte Sundby-kreds samt begge afstemningsområder i den nedlagte Amagerbro-kreds. Alle beliggende i Søndre Storkreds.
Ved folketingsvalget 2007 var der 36.279 stemmeberettigede i kredsen.

## Afstemningsområder[1]
- 4. Sundbyøster

Lergravsparkens Skole, Ungarnsgade 34
- 4. Nord

Skolen på Amagerbro, Lybækgade 20
- 4. Syd

Gerbrandskolen, Gerbrandsvej 9
- 4. Øst

Skolen ved Sundet, Samosvej 50

## Folketingskandidater pr. 25/11-2018
Valgkredsens kandidater for de pr. november 2018 opstillingsberettigede partier
| Liste | Parti                       | Kandidat | Bemærk                                                           |
| ----- | --------------------------- | --- | ---------------------------------------------------------------- |
| A     | Socialdemokratiet           | Claus Hasselmann |                                                                  |
| B     | Radikale Venstre            | |                                                                  |
| C     | Det Konservative Folkeparti | Helle Bonnesen |                                                                  |
| D     | Nye Borgerlige              | |                                                                  |
| F     | Socialistisk Folkeparti     | |                                                                  |
| I     | Liberal Alliance            | |                                                                  |
| O     | Dansk Folkeparti            | Brian Bruun |                                                                  |
| V     | Venstre                     | Michael Lange |                                                                  |
| Ø     | Enhedslisten                | Karen Skærlund Risvig |                                                                  |
| Å     | Alternativet                | Uffe Elbæk, Carolina Magdalene Maier, Kåre Traberg Smidt, Jan Kristoffersen, Asbjørn William Ammitzbøll Flügge, Henrik Marstal, Jonathan Ries, Nina Svane-Mikkelsen, Shahzad Riaz, Rolf Bjerre, Mette Rose Nielsen | Er opstillet i samtlige opstillingskredse i Københavns Storkreds |